# Сайменский канал
Са́йменский кана́л (фин. Saimaan kanava) — судоходный канал между озером Сайма в Финляндии и Выборгским заливом в России. Открыт в 1856 году, реконструирован в 1963—1968 годах. Общая протяжённость канала с морским фарватером — 57,3 км, из них Финляндии принадлежат 23,3 км, России — 34 км (включая 14,4 км подходного фарватера в Выборгском заливе). Финляндия арендует 19,6 км российской части канала (от шлюза «Брусничное») и прилегающую территорию. Срок аренды — до 2063 года, ежегодная плата состоит из двух частей: постоянной, составляющей 1,22 млн евро, и переменной — 0,18 евро за каждую единицу валовой вместимости судов, превышающую 1,5 млн единиц суммарной валовой вместимости за навигацию. Управление гидротехническими сооружениями и поддержание канала в судоходном состоянии осуществляются финляндской стороной, поддержание в судоходном состоянии подходного фарватера — российской.
Максимальная проектная пропускная способность канала за навигационный период составляет 11,5 тыс. судов в оба направления, максимальный грузооборот оценивается в 4,6 млн тонн. Продолжительность навигации устанавливается ежегодно по согласованию сторон в зависимости от ледовых условий (в 2014 году канал был закрыт с 27 января до 5 апреля для проведения ремонтных работ). Движение осуществляется круглосуточно.
Историческое развитие и современное состояние канала отражены в экспозиции музея Сайменского канала в Лаппеэнранте.

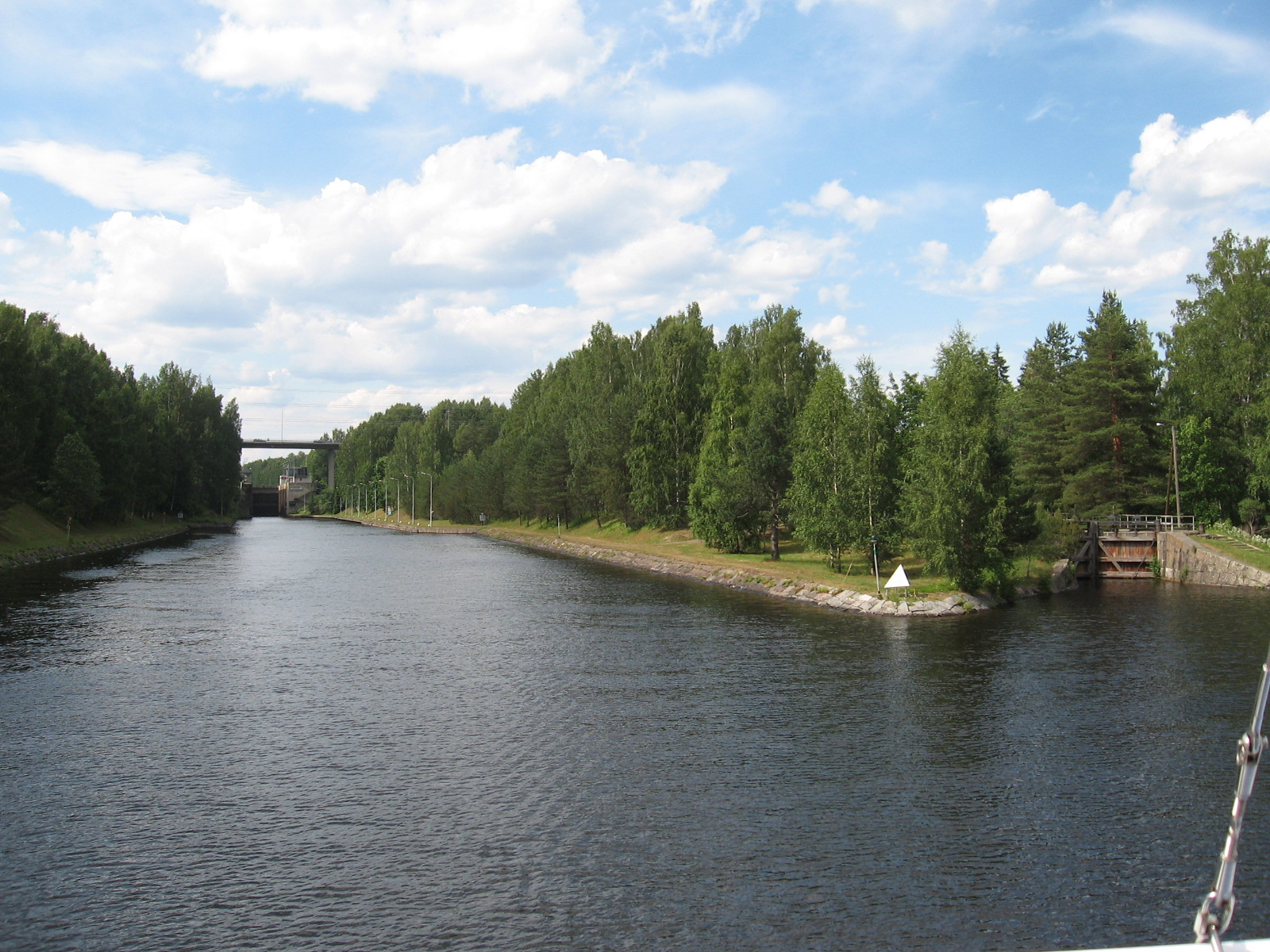
Старый и новый шлюзы "Мялкия"

## История
Огромный бассейн Сайменской озёрной системы, богатый лесами, не имел водных путей сообщения ни с Финским заливом, ни с Ладожским озером. Порожистые и мелкие реки не годились для транспортировки грузов. Приходилось разгружать суда в Вильманстранде и перевозить товары 50 вёрст сухим путём по дорогам до Выборга, где их снова грузили на корабли. В обратную сторону тем же способом доставляли необходимые жителям озёрного края продукты, в основном зерно и соль. Такой путь занимал много времени, что отражалось на ценах.
Попытки сооружения судоходного канала между Саймой и морским побережьем предпринимались в 1499—1511 и 1607—1609 годах. Первая попытка была предпринята под управлением Эрика Турессона Бьелке, коменданта Выборгского и Олафсборгского замковых ленов. Один из первых путеводителей по Финляндии, изданный в Санкт-Петербурге в 1862 году, сообщает, что «в XVI столетии шведский наместник Бьелко приступил к прорытию в 7 верстах к востоку от Вильманстранда канала, следы которого и по сие время известны под именем Ванха-Кайванто, или старого канала». Результат — ров длиной 118 метров и шириной 5,3 метра — в настоящее время скрыт современным руслом канала. Следы второй попытки, предпринятой почти через столетие адмиралом Юустеном по приказу шведского короля Карла IX, доступны по сей день в Лаппеэнранте как канал Понтуса (в ранних источниках встречается название Ужи-Кайванто, или новый канал). Недостаток средств и технические возможности того времени не позволяли создать столь масштабное гидротехническое сооружение: уровень озера Сайма почти на 76 метров выше уровня Балтики, и без системы шлюзов канал превратился бы в порожистую реку с огромной скоростью течения.

### Проектирование и строительство
После русско-шведской войны 1808—1809 годов Финляндия вошла в состав Российской империи, превратившись из шведской провинции в Великое княжество Финляндское с собственной конституцией и сеймом. Обустройству Великого княжества уделялось чрезвычайно большое внимание — Александр I, а затем Николай I стремились приблизить его к России путём проведения многообразной политики реформ. В них, в частности, входило улучшение экономического положения развитием торговли, промышленности и путей сообщения. В 1811 году под финляндское управление была передана Выборгская губерния.
К тому времени благодаря промышленной революции в мире появились новые возможности. Распространение машин, новых технологий и инструментов позволяло механизировать труд и повысить его производительность. Ответом России стала первичная индустриализация, которой способствовал запретительный тариф 1822 года, отражавший государственную идеологию протекционизма. В Финляндии в изобилии появляются торговые и мануфактурные компании, отстраиваются города, она начинает покрываться сетью дорог, и давняя мечта финского купечества о соединении каналом озёрной системы Саймы и Финского залива становится реальностью.
В 1826 году на заседании городских судов Саволакса и Карелии решено было отправить в Санкт-Петербург депутацию крестьян к только что вступившему на престол императору Николаю I, чтобы тот нашёл возможность соединить озёрный край с приморскими городами. Император принял депутатов и, выслушав, повелел произвести необходимые изыскания. Лучшее решение предложил барон Карл Розенкампф, который ещё в 1824—1825 годах занимался проработкой водного пути от Ладожского озера по реке Вуоксе, Сайменскому озеру и, им намеченному, Сайменскому каналу с выходом в Финский залив у Выборга. На этот проект его подвигло обращение Александра I к инженерии страны: осенью 1824 года в Санкт-Петербурге произошло сильнейшее разрушительное наводнение, и император ждал с нетерпением вариантов решения проблемы спасения Северной столицы от водной стихии «на все времена». В 1825 году Розенкампф, среди прочих, подал «Записку по делу о спуске озера Сайма», в которой произвёл предварительные технико-экономические расчёты сооружения искусственного водного пути. Эта признанная весьма оригинальной работа и легла в основу предложенного им в 1827 году проекта. Однако средств (около 3 млн рублей) тогда в казне не нашлось, поэтому к прокладке канала не приступили.

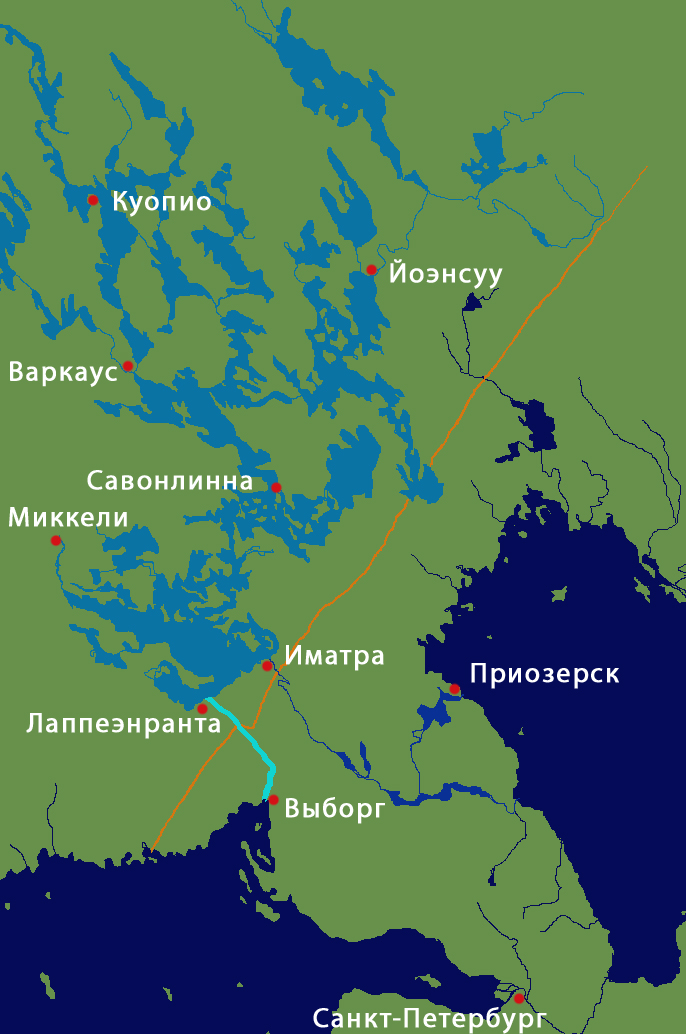
Бассейн оз. Сайма, р. Вуокса, Сайменский канал и современная граница между РФ и Финляндией

На карте Сайменского канала показано расположение шлюзов.

В 1834 году губернатор Выборгской губернии Карл Август Рамзай с подачи местного купечества вновь поднял вопрос о канале. Экономическая ситуация стала более благоприятной, растущая российская столица испытывала постоянную потребность в пиломатериалах, поступавших с территории Саймы. Ход делу дали генерал-губернатор Финляндии князь Александр Меншиков и начальник финансовой коллегии, энергичный сенатор Ларс фон Гартман. В Выборге для составления плана и сметы был учреждён комитет по строительству канала. В мае 1835 года Финляндскому инженерному ведомству было выдано задание на технические изыскания по сооружению Сайменского канала. Возглавлявший его барон Розенкампф вскоре представил свои новые соображения в подробном проекте, который был высочайше утверждён в сентябре 1844 года, и в  1845 году начались строительные работы.
Это была крупнейшая стройка того времени. Активно использовали помощь иностранцев, главным образом шведских специалистов, поскольку в России не было опыта строительства каналов в скальном и холмистом ландшафте. В Швеции уже эксплуатировались Тролльхетте- и Гёта-каналы, которые послужили образцом. Шведский инженер-полковник Нильс Эриксон внёс некоторые улучшения в первоначальный план и внедрил самую современную в то время английскую технологию строительства каналов. Впервые в Финляндии был использован порох в горных работах. Длина канала тогда составила 59,3 км; из них 36,1 км были прорыты, а остальные приходились на реки и озера. Было сооружено 15 шлюзов — 7 однокамерных, 3 двухкамерных и 5 трёхкамерных. Шлюзы обозначались по номерам камер (всего — 28, нумерация велась со стороны Саймы), а также по названиям ближайших населённых пунктов или озёр. Канал проходил по территории двух уездов Выборгской губернии: Лаппвесиского и Страндаского.
Организация строительства отличалась экономичностью и простотой. Работы велись тремя дистанциями, штат инженерно-технического персонала всей стройки состоял из 20 человек. На каждой дистанции работы вела одна артель землекопов численностью 100—150 человек. Используемые здесь методы организации работ, защиты окружающей среды, обучения рабочих, социальной защиты стали новшеством и распространились по всей стране.
Канал ещё до начала эксплуатации стал важной достопримечательностью и туристским объектом Восточной Финляндии. Первая туристическая карта Сайменского канала была выпущена уже в 1852 году.
В 1855 году Николай I скоропостижно скончался, не застав завершения строительства. На российский престол взошёл его сын, Александр II.
26 августа (7 сентября) 1856 года, на 4 года раньше запланированного срока, состоялось торжественное открытие канала. Оно было приурочено ко дню коронации нового императора. Во время праздничного фейерверка в Выборгском замке вспыхнул пожар, нанёсший значительный урон ансамблю.
В строительство канала были вложены значительные по тем временам деньги — более 12 млн серебряных марок, но эта сумма была меньше запланированной, и расходы окупились значительно быстрее, чем ожидалось, — за 25 лет.

### Эксплуатация до 1917 года

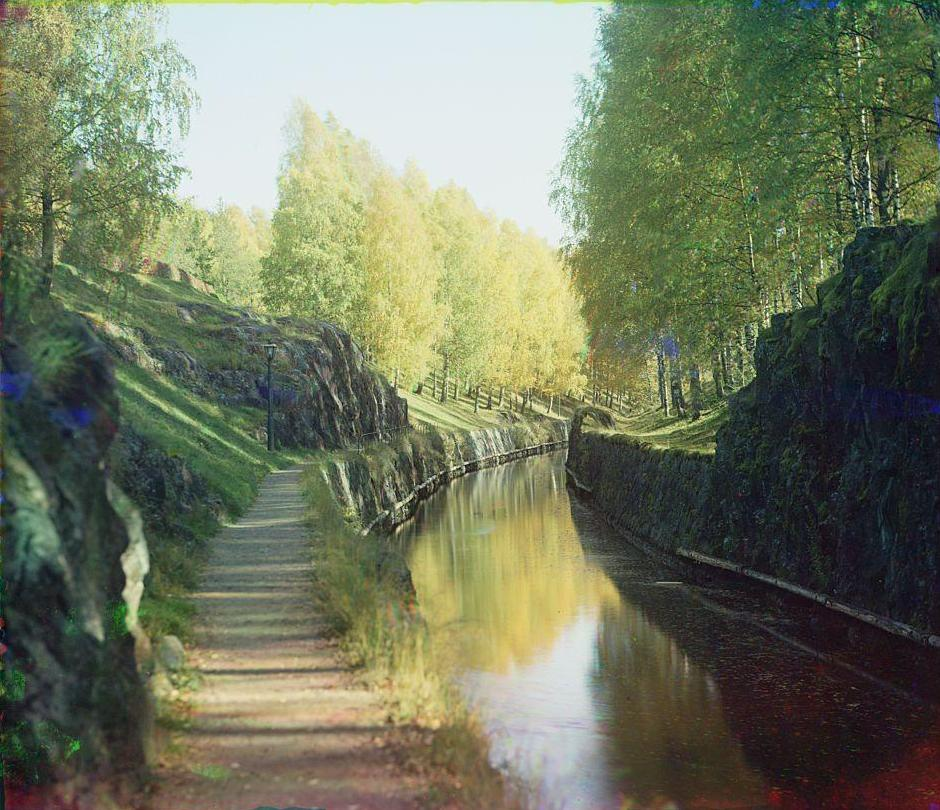
Сайменский канал, 1903 год. Бечевник.
Фото С. М. Прокудина-Горского

Сайменский канал стал крупнейшим каналом Финляндии. Доля канала в объёме грузоперевозок по шлюзовым каналам Финляндии во второй половине XIX века достигала 70 % (1880). Открыв непрерывное судоходство на протяжении более 1000 вёрст, от северных берегов Саймы до Петербурга, эта водная артерия преобразила экономику восточной части Финляндии: деревообрабатывающая промышленность наконец-то получила возможность вывозить свою продукцию. Так, в 1864 году более половины экспорта пиломатериалов из Финляндии осуществлялось через канал. В сельском хозяйстве возросла роль животноводства: выросло производство масла, поставлявшегося в Санкт-Петербург (кроме того, импорт дешёвого зерна из России снизил рентабельность выращивания зерновых культур). По каналу также вывозили продукцию чёрной металлургии.
Первоначально провод судов по каналу осуществлялся бурлаками или конной тягой, для чего вдоль него был проложен бечевник. Но уже в 1856 году в Выборге содержали 4 парохода для обслуживания канала. Многократно возросший товарооборот стимулировал развитие судостроения, которое обеспечивали верфи Выборга и Варкауса. К концу XIX века на озере Сайма было более 800 различных пароходов и барж, обеспечивавших занятость 3,5 тысяч человек. С закрытием навигации команды судов были заняты на сезонных лесозаготовительных работах.
Первые годы существования канала парусные шхуны из Саймы ходили к берегам Испании и в порты Средиземного моря, позднее из-за конкуренции со стороны более крупных морских судов район плавания озёрной флотилии ограничился акваторией Балтики. До середины 1870-х годов через канал проходило 2—3 тысячи судов в год, к 1913 году их количество достигло почти 11 тысяч. Сайменский канал в это время обеспечивал 35 % грузовых перевозок по шлюзовым каналам Финляндии. Даже строительство в регионе железных дорог в последнем десятилетии XIX века не помешало развитию судоходства.
Канал оказался необычайно живописен. Состоятельные петербуржцы и выборжцы, а затем и более демократичная публика строили или снимали на лето дачи на его берегах. Среди них — министр иностранных дел Гирс, известный литератор Куприн. Здесь проводил свои опыты по фотографированию С. М. Прокудин-Горский. Местность от Выборга до озера Нуйямаярви представляла собой своеобразный культурный ландшафт: вокруг дач разбивались сады, сооружались беседки и причалы. За счёт канала содержались навесы для ожидающих путешественников, смотровые башни и киоски. Рядом со шлюзами открылись гостиницы и рестораны, в Лауритсала был построен пивоваренный завод.
Благодаря каналу Восточная Финляндия стала более доступной для путешественников и любителей рыбной охоты. Среди самых знатных особ считалось модным удовольствием посещать Финляндию именно таким способом. Каналом пользовались будущий военный министр Редигер, пионер идеи финской независимости Адольф Арвидссон, А. П. Остроумова-Лебедева, В. М. Жирмунский, семейство Мандельштам. На берегах Саймы обустраивались бальнеологические курорты. Открылись казино в Вильманстранде и Нейшлоте. В самые оживлённые сезоны по каналу ходило до 27 пассажирских пароходов в день между Выборгом, Ряттиярви и Вильманстрандом; до 4 раз в неделю шли круизные суда из Санкт-Петербурга в Нейшлот, Йоэнсуу, Куопио. Канал оставался популярным, несмотря и на развитие железных дорог: первую половину пути многие путешественники совершали на поезде, другую половину — в экипаже или на пароходе.
В 1893—1903 годах была произведена реконструкция канала с применением бетона.

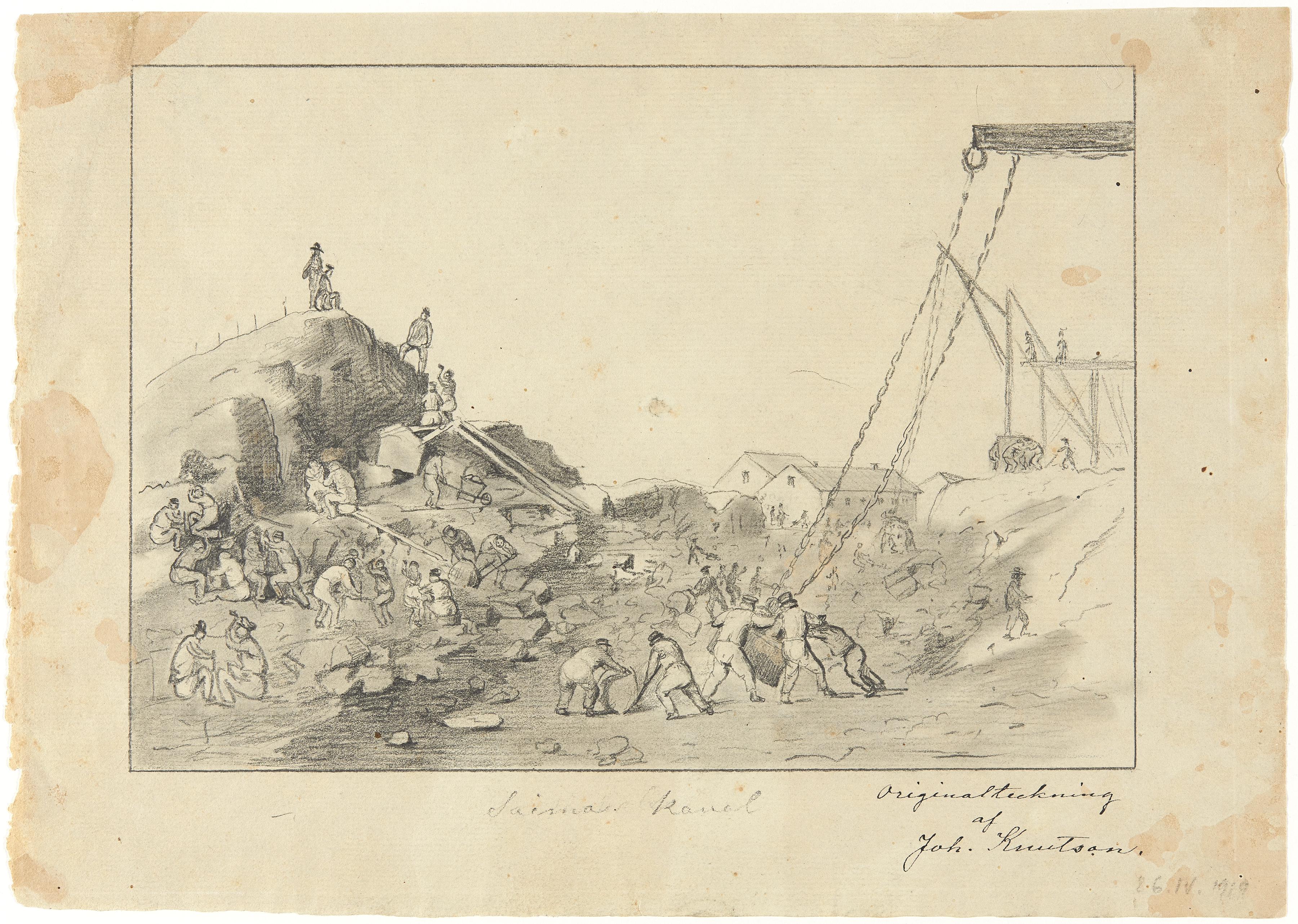
Строительство канала. Рисунок Йохана Кнутсона[фин.]
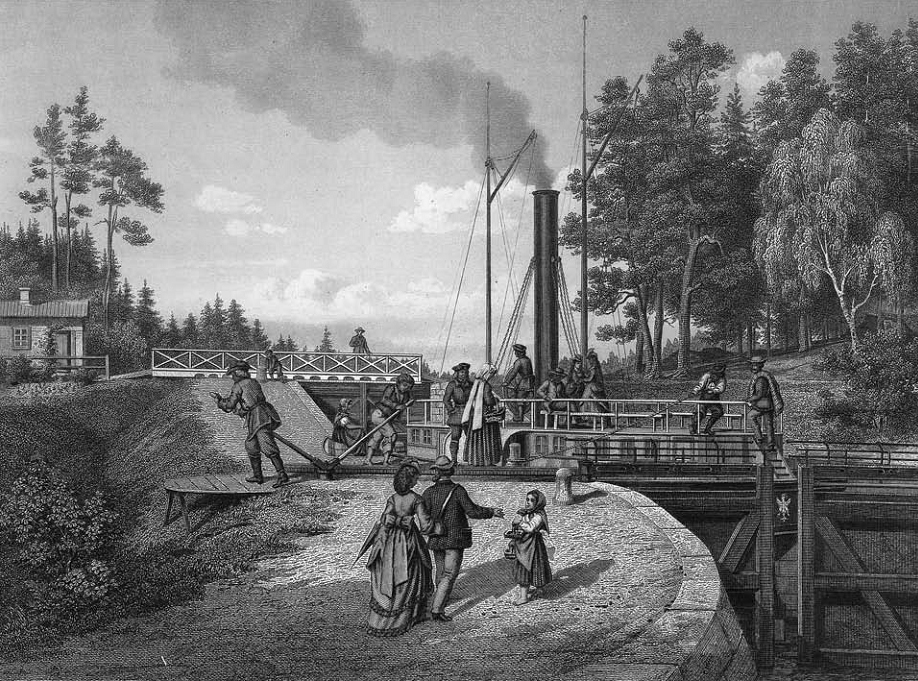
Шлюз в Юустилла на Сайменском канале. Гравюра Бернхарда Рейнхольда
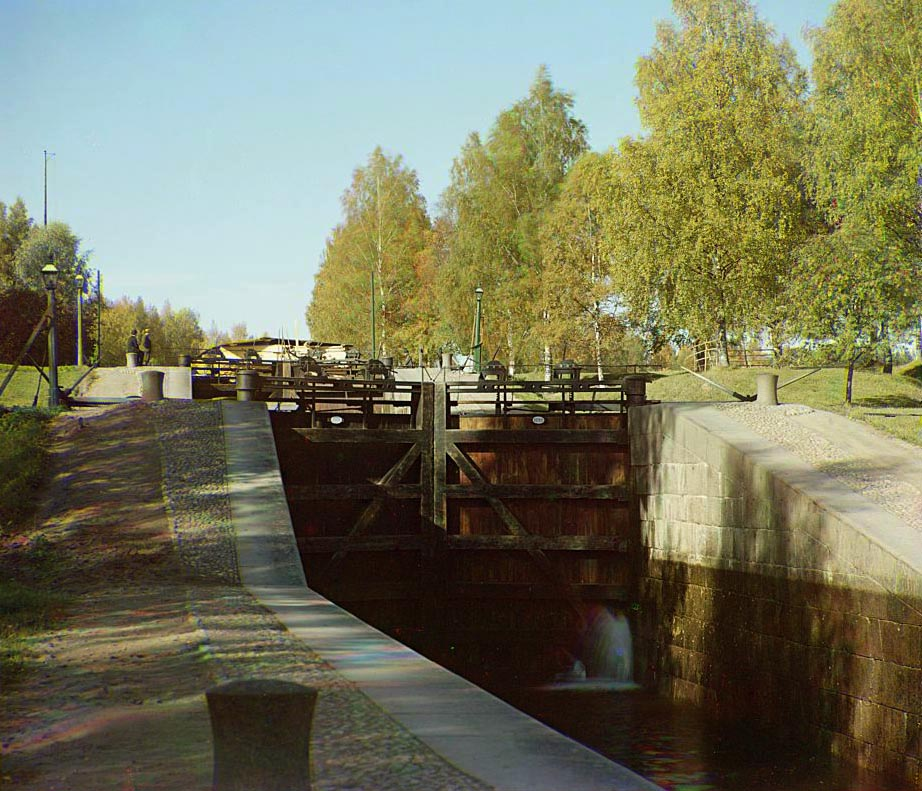
Тройной шлюз на Сайменском канале («Мялкия»). Фото С. М. Прокудина-Горского
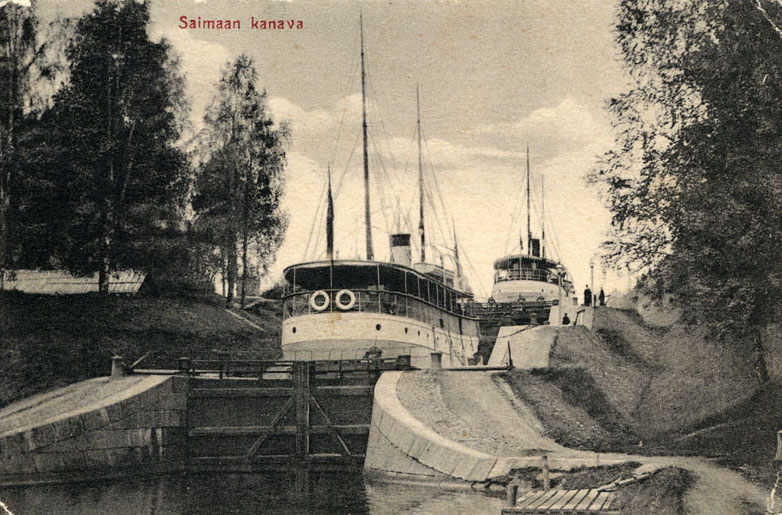
Сайменский канал. Открытка издана в Выборге в 1908 году

### Эксплуатация в 1917—1939 годах
События 1917 года, появление государственной границы между каналом и Петроградом, гражданская война и напряжённые отношения между Финляндией и СССР определили изменения в использовании канала.
Поток дачников и туристов из России полностью прервался. Дачи, на которых теперь жили только выборжцы, ветшали. Регулярное пассажирское сообщение по каналу поддерживалось до 1935 года, но количество пассажиров сильно сократилось.
Однако канал продолжал достаточно активно использоваться для грузоперевозок — с начала XX века в Финляндии, в частности, в Выборге, строятся древотёрочные, а затем и целлюлозно-бумажные заводы, которые нуждались в больших объёмах сырья.
В 1920-х годах был разработан и принят план реконструкции Сайменского канала для прохода 1000-тонных судов, в ходе которой размер шлюзов должен был быть увеличен, а количество шлюзов сокращено. К его осуществлению приступили в 1927 году. Реконструкция канала проводилась без остановки судоходства — новые шлюзы строились рядом со старыми, в то время как старые продолжали работать.
В 1939 году, когда было выполнено примерно 38 % предусмотренных этим планом работ, его реализация была прервана начавшейся войной между СССР и Финляндией.

### Военные годы (1939—1945)
Осенью 1939 года было отмечено, что Сайменский канал может оказаться в зоне боевых действий. Появилась цель сделать его заграждением в противотанковой обороне. Канал представлял собой в некоторых местах препятствие благодаря глубокому руслу. Были преобразованы шлюзы и сооружены плотины, чтобы обеспечить затопление прилегающей к каналу территории, если советские войска прорвут укрепления на Карельском перешейке (так называемую линию Маннергейма). В начале марта 1940 года финны действительно произвели массированный спуск воды из канала, но эффект от его применения оказался ограниченным: удалось сорвать форсирование озёр в районе станции Тали и приостановить здесь советское наступление, но советское командование оперативно перебросило отсюда войска на другие участки фронта, где наступление развивалось успешнее. В ходе боевых действий многие сооружения канала были повреждены, а остатки дач окончательно уничтожены.
12 марта 1940 года в Москве подписан мирный договор, по которому Выборг и Карельский перешеек отошли в состав Советского Союза.
После того как Финляндия в 1941 году захватила Карельский перешеек, канал привели в рабочее состояние и использовали для снабжения армии, а позже — для эвакуации военных и мирных жителей.
19 сентября 1944 года, в результате заключённого перемирия, были восстановлены приобретения СССР 1940 года. Канал снова оказался на территориях двух стран, и на этот раз окончательно. Движение судов по нему прекратилось.

### Аренда и реконструкция
Мирный договор, подписанный между Советским Союзом и Финляндией 10 февраля 1947 года в Париже, подтвердил условия 1940 года, провозгласив принципиально новые отношения между странами-соседями. Для использования разделённого канала требовалось межгосударственное соглашение. Кроме того, за почти сто лет, прошедшие с момента постройки, его уцелевшие сооружения обветшали и нуждались в масштабной реконструкции.
В 1948 году правительство Финляндии инициировало переговоры с целью возобновления эксплуатации канала. Процесс шёл медленно, главным образом из-за попыток финских политиков пересмотреть условия Парижского договора. В СССР эти условия не рассматривались как подлежащие обсуждению. Поэтому официальный переговорный процесс начался только в 1954 году, когда министр иностранных дел Финляндии Урхо Кекконен предложил компромиссный вариант аренды канала и прилегающих к нему территорий.
Оппозиция активно критиковала политиков, пытавшихся договориться об аренде (прежде всего Кекконена, баллотировавшегося на пост президента), поскольку заключение такого договора стало бы косвенным признанием установившихся по завершении войны границ с СССР. Несмотря на это противодействие, в 1956 году Кекконен был избран президентом Финляндии, а в августе 1961 года были назначены представители совместной комиссии для изучения состояния канала.
27 сентября 1962 года в Москве был заключён договор о передаче в аренду Финляндской Республике советской части Сайменского канала и острова Малый Высоцкий для перевалки и складирования грузов. В арендованные территории также вошёл участок между автодорогой Нуйямаа — Брусничное и самим каналом. Площадь переданных в аренду земель (без острова Малый Высоцкий) составила 9,67 км², водной акватории — 1,91 км². В 1963 году двумя странами договор был ратифицирован. Срок аренды был установлен в 50 лет, величина арендной платы зависела от грузопотока. Минимальной — 180 тыс. руб. — она была при объёме перевозок до 1 млн тонн в навигацию, максимальной — 260 тыс. руб. — при грузопотоке более 2 млн тонн (в ценах начала 1960-х годов). В договоре предусматривалась возможность изменения арендной платы «в случае, если золотое содержание рубля будет изменено». Этой частью договора Россия воспользовалась в 1990-е годы, сменив валюту взимания арендной платы.
По договору Финляндия приняла обязательства в течение пяти лет провести коренную реконструкцию Сайменского канала, а Советский Союз — построить на этом канале мосты (выборгские мосты — железнодорожный и автомобильный — получили название мостов Дружбы) и некоторые другие сооружения (однако средства на это строительство обязывалась выделить Финляндия). Реконструкция началась в 1963 году. Было решено, что канал нужно строить для более крупных судов, чем рассчитывали во время прерванных в 1930-х годах работ. Перепад уровней теперь преодолевался посредством 8 однокамерных шлюзов, имеющих однотипную конструкцию. Подходный фарватер перенесён из Замкового пролива в Гвардейский (Кивисиллансалми).
Во время весеннего паводка 1968 года новые сооружения смогли заполнить водой, и в мае были сделаны первые пробные плавания.
5 августа 1968 года реконструированный канал был открыт президентом Финляндии Урхо Кекконеном со словами о дружбе между двумя соседними народами, которая «здесь, на Сайменском канале, отлита в бетоне и высечена в скалах».

### Новый договор аренды

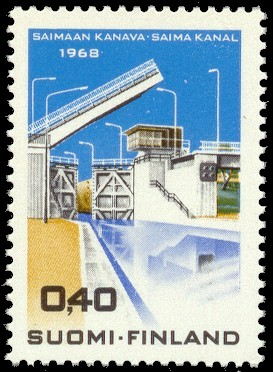
Почтовая марка 1968 года с изображением одного из шлюзов Сайменского канала

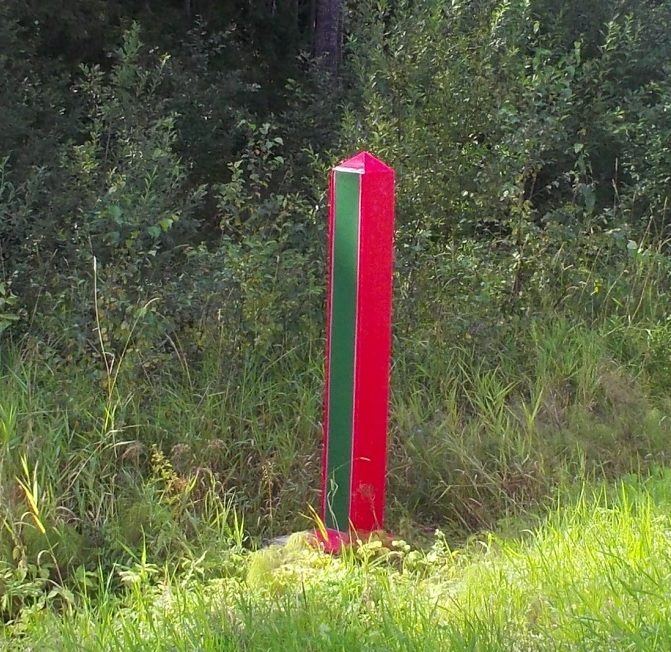
Граница арендованной территории

Сайменский канал стал для Юго-Восточной Финляндии ключевой транспортной артерией, которая обеспечила доступ на мировой рынок и способствовала экономическому росту этого региона. В 2004 году по каналу было перевезено 2,46 млн тонн грузов, в общем за 50 лет после реконструкции — 59 млн тонн.
Срок аренды российской части канала истекал 1 января 2013 года. В Финляндии стремились заблаговременно подписать новый договор, чтобы местные предприниматели и население могли планировать свою деятельность и жизнь.
В 2005 году из-за несогласованности действий российских федеральных органов были сорваны запланированные сроки открытия навигации, гружёные суда оказались заблокированы в канале на несколько дней. Финская сторона использовала этот момент для форсирования переговоров по перспективам дальнейшей эксплуатации канала. В целях предварительного анализа состояния дел по подготовке переговорного процесса были сформированы четыре рабочие группы по общим, экономическим, навигационно-техническим и правовым вопросам.
С российской стороны выдвигались требования о пересмотре ряда условий прежнего договора, в частности, величины арендной платы и срока аренды. Как заявили в Минтрансе России, средства, получаемые от аренды, давно не покрывают затраты на поддержание в судоходном состоянии подходов к каналу и даже меньше сборов с российских судов за проход по нему. Финская сторона выразила готовность инвестировать в развитие и модернизацию канала, однако хотела получить гарантии, что он останется в её управлении на тот период, который позволит окупить вложения (30—50 лет).
В 2006 году в России и Финляндии прошли праздничные мероприятия в честь 150-летия канала. В районе шлюза «Мялкия» открыт памятник «Ворота царей» — гранитная арка высотой 4 м с золотыми гравировками имён российских императоров Николая I и Александра II, в период правления которых создавалась первая система шлюзов. Состоялся ряд встреч на высоком уровне по вопросам подготовки нового договора. Было отмечено, что судьба канала интересует Евросоюз, членом которого теперь является Финляндия.
26 сентября 2008 года был подписан Меморандум о завершении переговорного процесса.
27 мая 2010 года главы правительств России Владимир Путин и Финляндии Матти Ванханен подписали новый договор. 19 июня 2011 года президент России Дмитрий Медведев внёс договор в Госдуму на ратификацию. 1 ноября 2011 года Государственная дума приняла договор, 9 ноября 2011 года он был одобрен Советом Федерации.
16 ноября 2011 года президент России Дмитрий Медведев подписал Федеральный закон № 315-ФЗ «О ратификации Договора между Российской Федерацией и Финляндской Республикой об аренде Финляндской Республикой российской части Сайменского канала и прилегающей к нему территории и об осуществлении судоходства через Сайменский канал».
17 февраля 2012 года новый договор вступил в силу.

## Современная эксплуатация

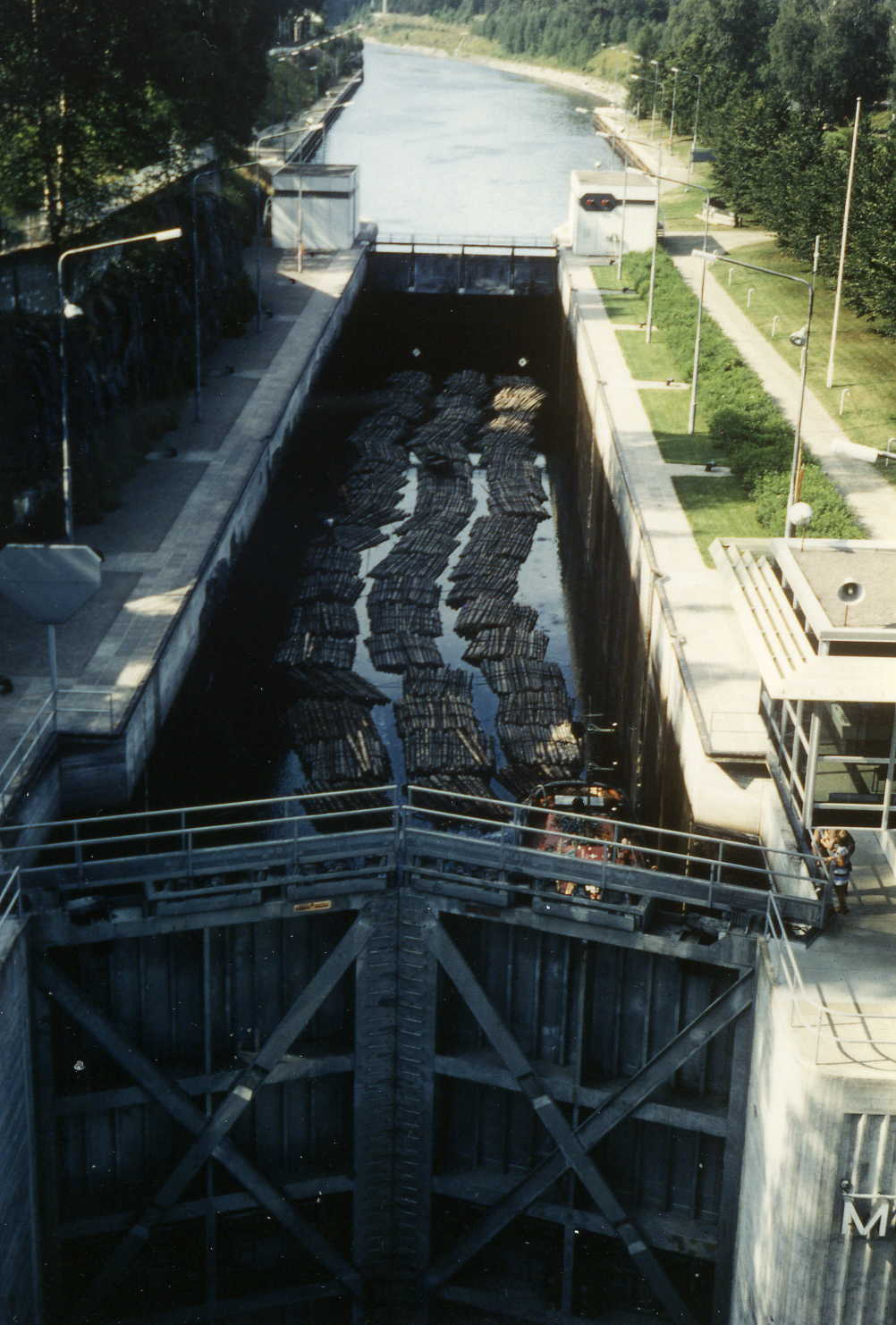
Шлюз «Мялкия» (1980 год)

Сайменский канал является важнейшим из каналов Финляндии. Обеспечивая выход на морские порты Высоцка и Выборга, он даёт возможность использования наиболее экономичного для ряда грузов (в частности, сыпучих и крупногабаритных) водного транспорта в товарообороте с Россией и странами Европы. Для многих маршрутов он является продолжением Волго-Балтийского водного пути.
Основная часть грузопотока приходится на лес, стройматериалы, удобрения, целлюлозу, бумагу, уголь, пиломатериалы. По данным Министерства транспорта и связи Финляндии, в 2013 году через канал перевезено более 1,7 млн тонн грузов, 49 % из которых — круглый лес и щепа.
|                                | 2012 | 2013 | 2014  | 2015  | 2016  | 2017 | 2018 | 2019  | 2020  | 2021 |
| Грузооборот, млн тонн          | 1,7  | 1,76 | 1,584 | 1,317 | ~ 1,2 | н/д  | 1,2  | 1,053 | 1,173 | 1,3  |
| Пассажирский трафик, тыс. чел. | 44   | 44,3 | 18,8  | 18,8  | н/д   | н/д  | ~ 35 | н/д   | 0     | н/д  |

Наибольшее число пассажиров, перевезённых по Сайменскому каналу, было зафиксировано в 2001 году — 100 тыс. человек. С введением визовых ограничений (в соответствии с требованиями Шенгенского соглашения) число пассажиров резко сократилось.
В 2016—2019 годах на шлюзах проводились ремонтные работы по замене ворот, что сделало судоходство на канале практически круглогодичным. Транспортное ведомство выделило на ремонт 10 млн евро.
29 августа 2019 года Финляндия представила проект развития Сайменского канала, предполагающий увеличение длины шлюзовых камер и повышение уровня воды в канале на 0,1 метра. Заявлено, что это позволит увеличить грузоподъёмность судов, курсирующих между Выборгом и Лаппеэнрантой, а следовательно, и экономическую эффективность перевозок.
С 15 апреля 2024 года финскими властями были введены ограничения на работу пограничных пунктов пропуска, в частности приостановлено движение по Сайменскому каналу для прогулочных судов. 

### Социальное значение
Сайменский канал, помимо транспортного, имеет социальное, природоохранное и культурно-историческое значение. По словам Уполномоченного Российской Федерации по Сайменскому каналу С. А. Аристова, канал «планово-убыточный» — Финляндия ежегодно в своём бюджете закладывает до 10 млн евро на содержание гидротехнических сооружений и минимизацию тарифов, чтобы обеспечить рабочие места и поддержать грузопоток озёрной части Финляндии.

…Тариф, который существует для проводки судов по Сайменскому каналу, носит социальный характер. Они на себя взяли частичное дотирование содержания канала из госбюджета, поскольку вдоль канала живёт порядка 20 тысяч финского населения.— Игорь Левитин, Министр транспорта РФ в 2004—2012 гг.
С 2012 года для судов, следующих через Сайменский канал, отменено взимание навигационного сбора.

### Правовой режим
Правовой режим канала определяется межгосударственным договором. На арендуемой территории действует законодательство Российской Федерации с исключениями, предусмотренными этим договором. В частности, законодательством Финляндской Республики определяются взаимоотношения между гражданами Финляндии и третьих стран, трудовые отношения, режим судоходства. Финляндская сторона может осуществлять строительство инфраструктуры, необходимой для эксплуатации канала, а также сдавать определённую часть территории в субаренду, но не имеет права использовать недра и леса на арендуемой территории.

### Пограничный и таможенный контроль
Движение судов транзитом через канал является движением через границу Евросоюза. Пограничный и таможенный контроль Финляндии осуществляется у досмотрового причала «Нуйямаа», пограничный контроль России — у шлюза «Пялли», таможенный контроль России — у шлюза «Брусничное».

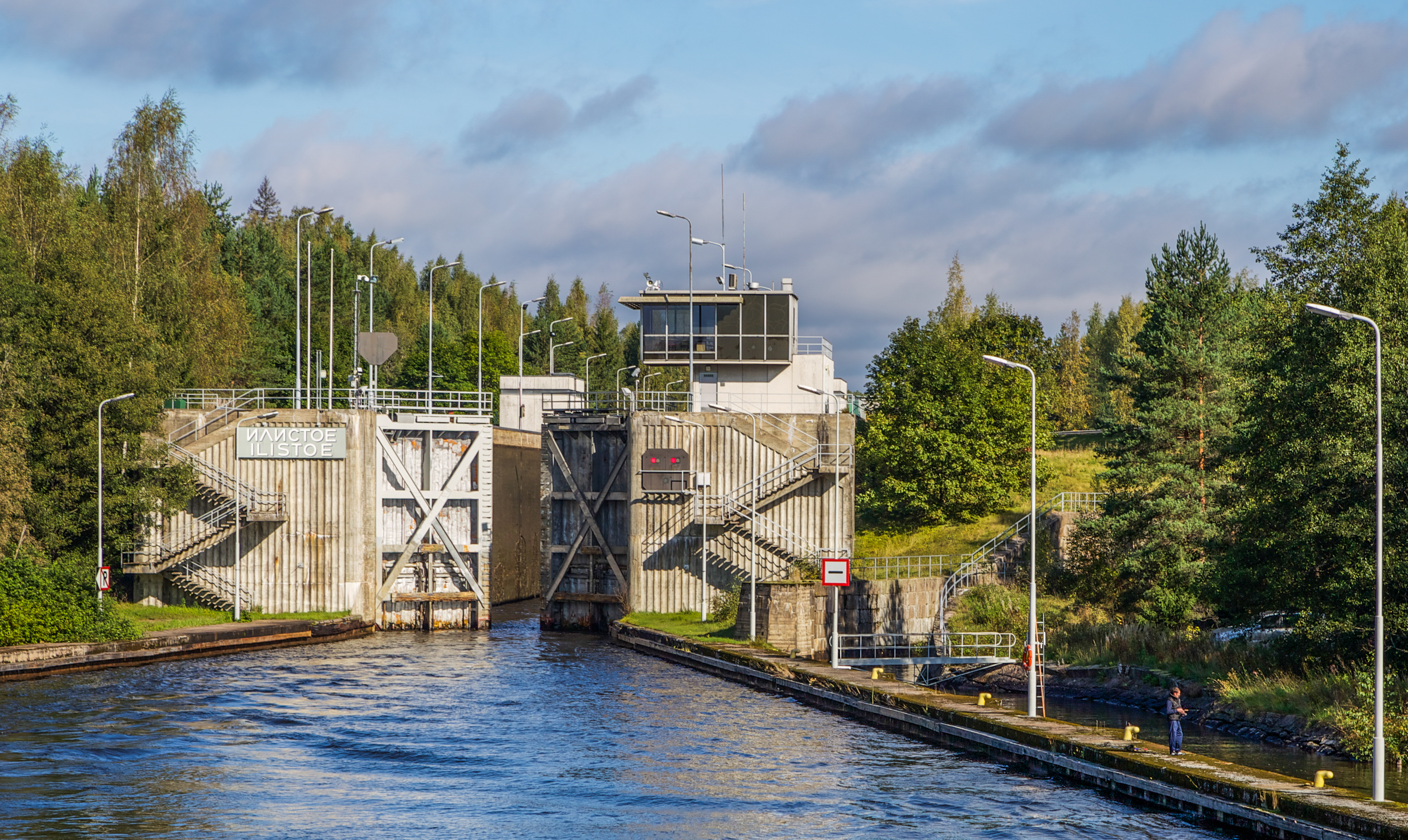
Шлюз «Илистое» в 2014 году
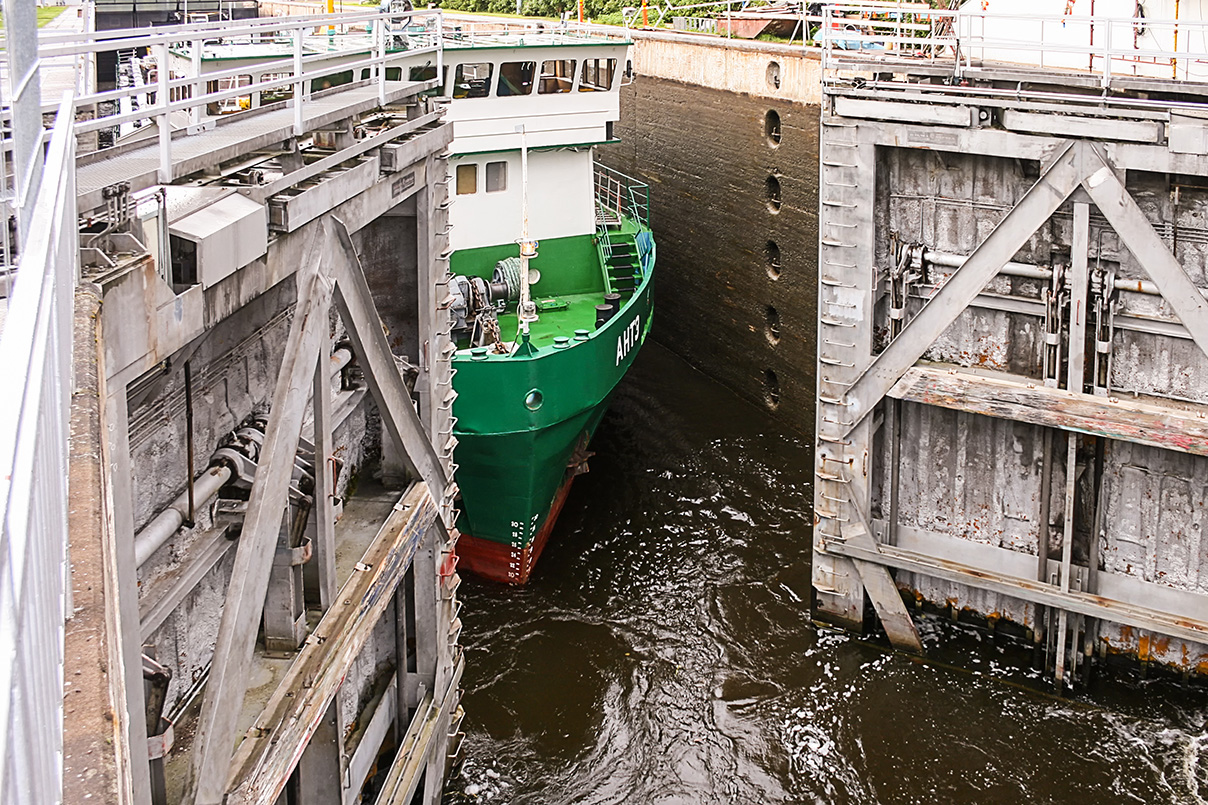
Нижние ворота шлюза «Мустола» в 2014 году
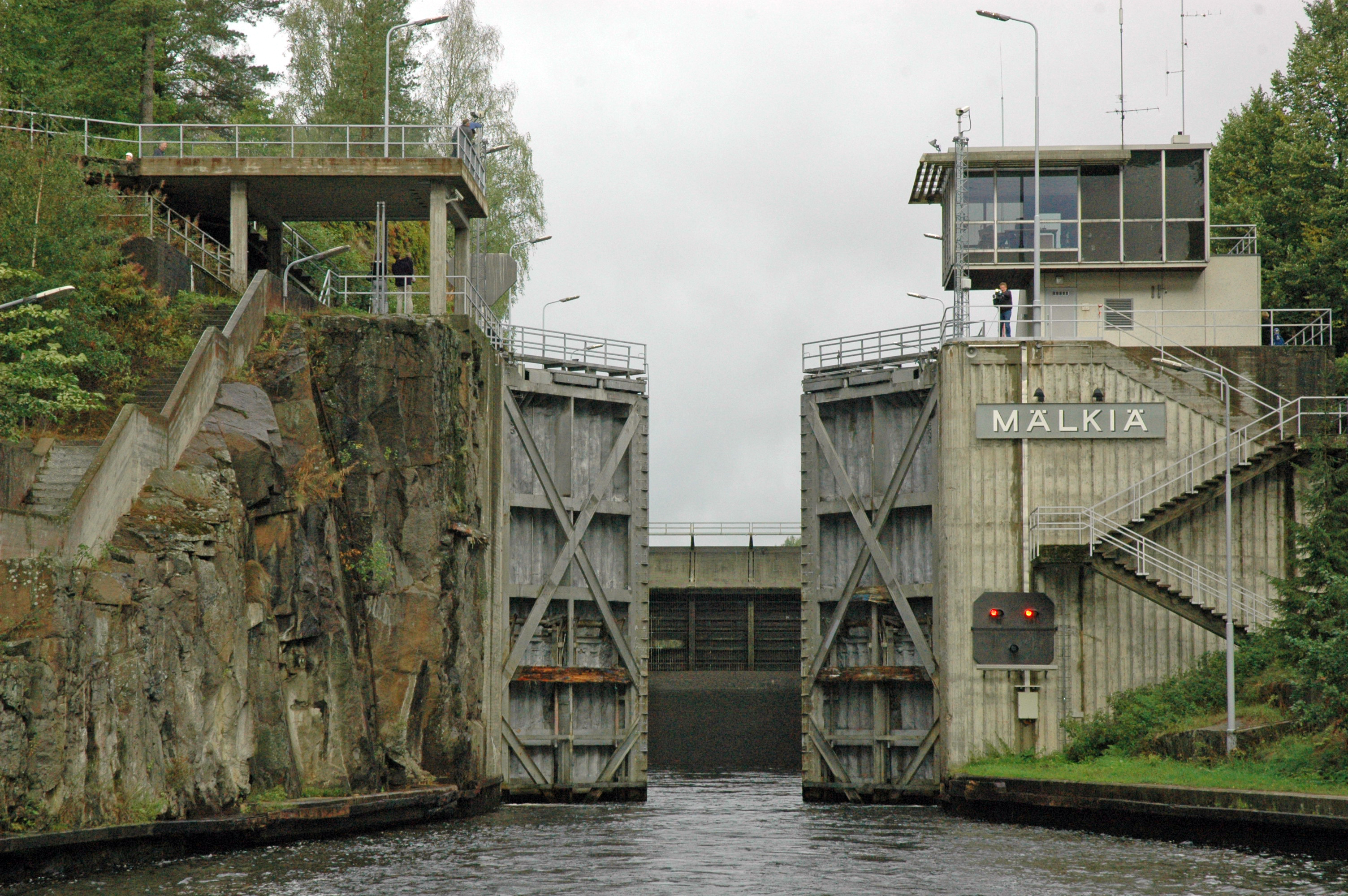
Шлюз «Мялкия» в 2006 году
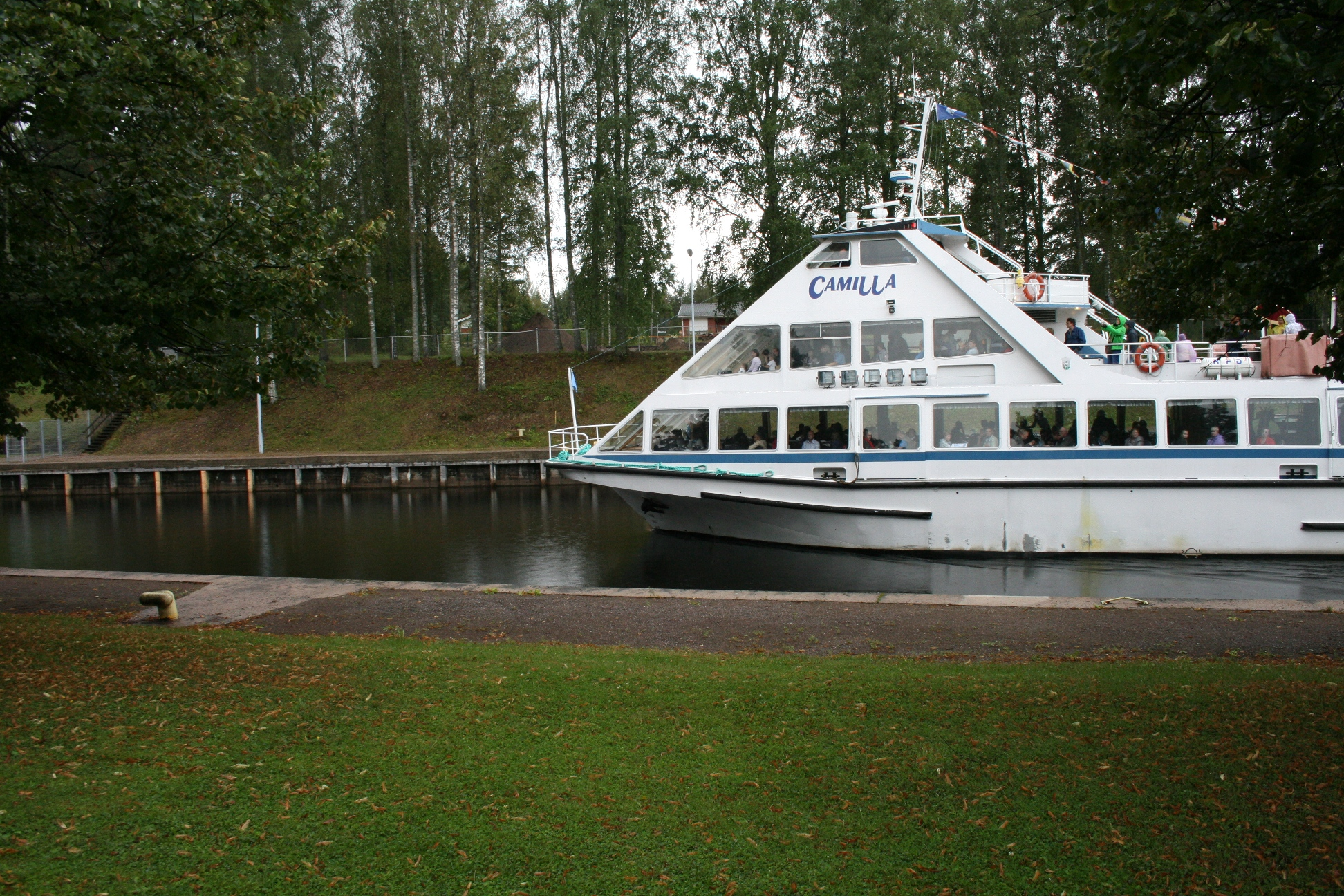
Прогулочное судно «Camilla» на подходе к шлюзу «Мялкия»
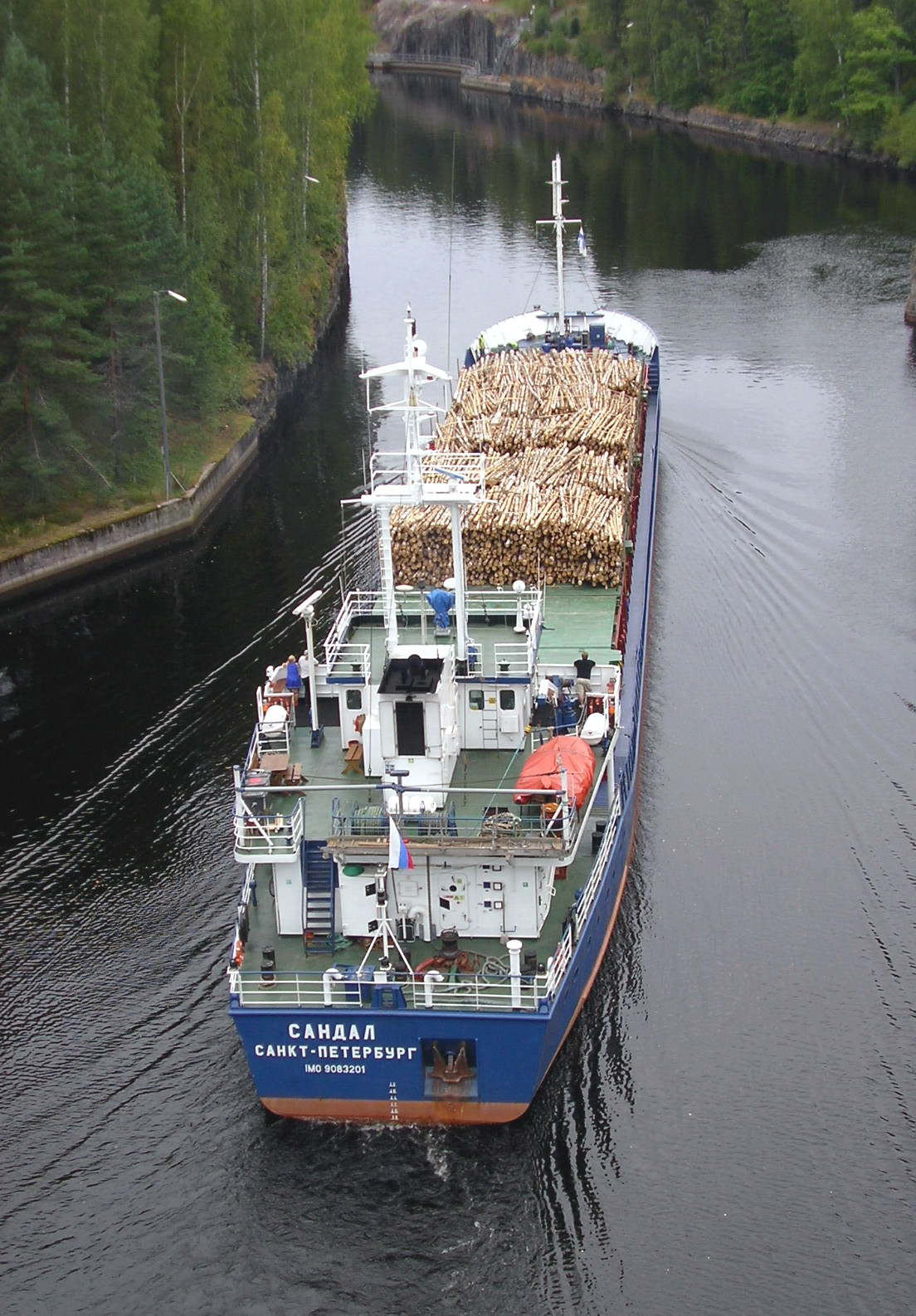
Судно «Сандал» недалеко от входа в канал в Лаппеэнранте

## Судоходная трасса
- Длина:

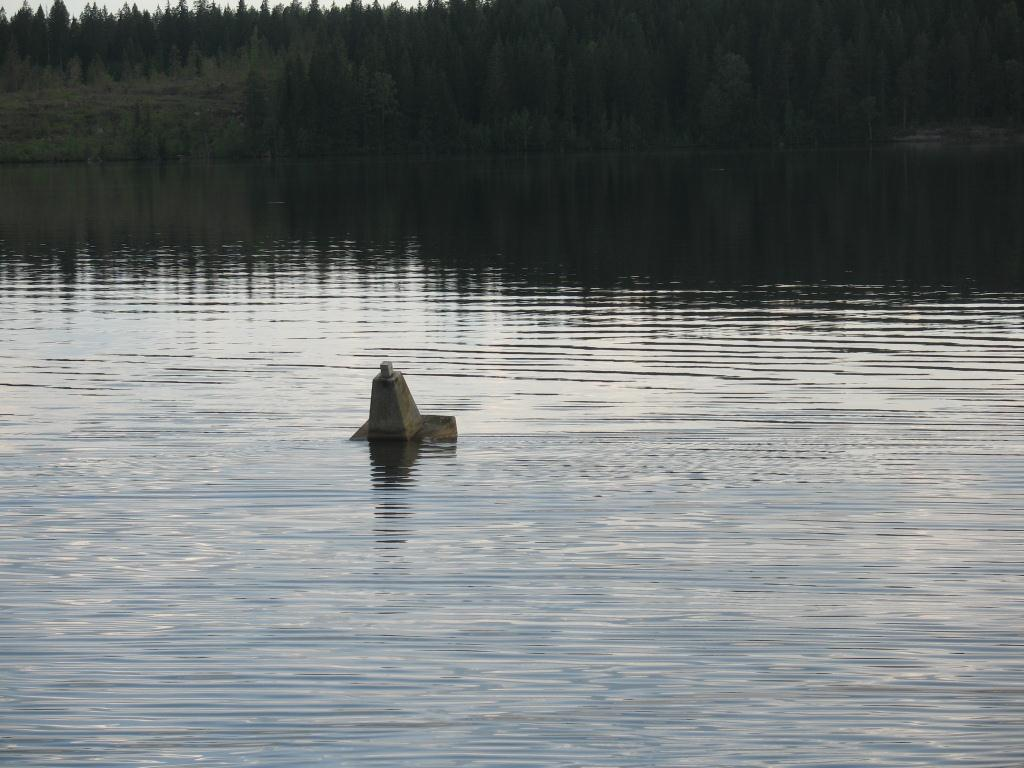
Граница России и Финляндии в озере Нуйямаярви на трассе Сайменского канала

  - общая — 57,3 км (34 км — в России, 23,3 км — в Финляндии);
  - сухопутной части — 42,9 км (19,6 км — в России, 23,3 км — в Финляндии);
  - морского фарватера — 14,4 км.
- Ширина (наименьшая) — 34 м[47].
- Глубина (наименьшая) — 5 м[2].
- Перепад уровней между озером Сайма и Финским заливом — в среднем 75,7 м[78].
- Разрешённые габариты судов[78]:
  - длина — 82,5 м;
  - ширина — 12,6 м;
  - осадка — 4,35 м (рекомендуемая — 4,2 м[2]);
  - высота мачт — 24,5 м.

## Технические сооружения

### Шлюзы

Схема шлюзов Сайменского канала

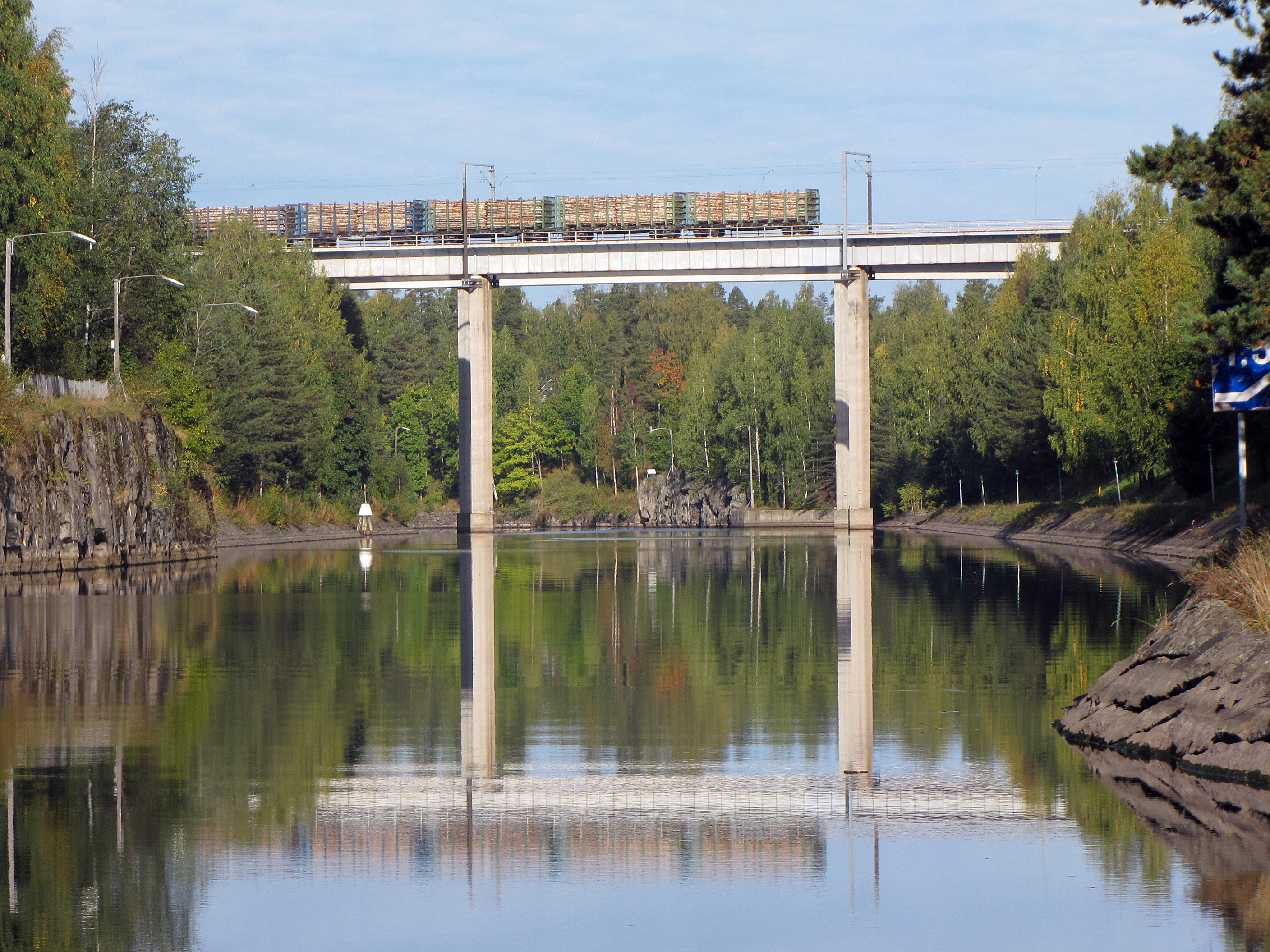
Железнодорожный мост «Лауритсала»

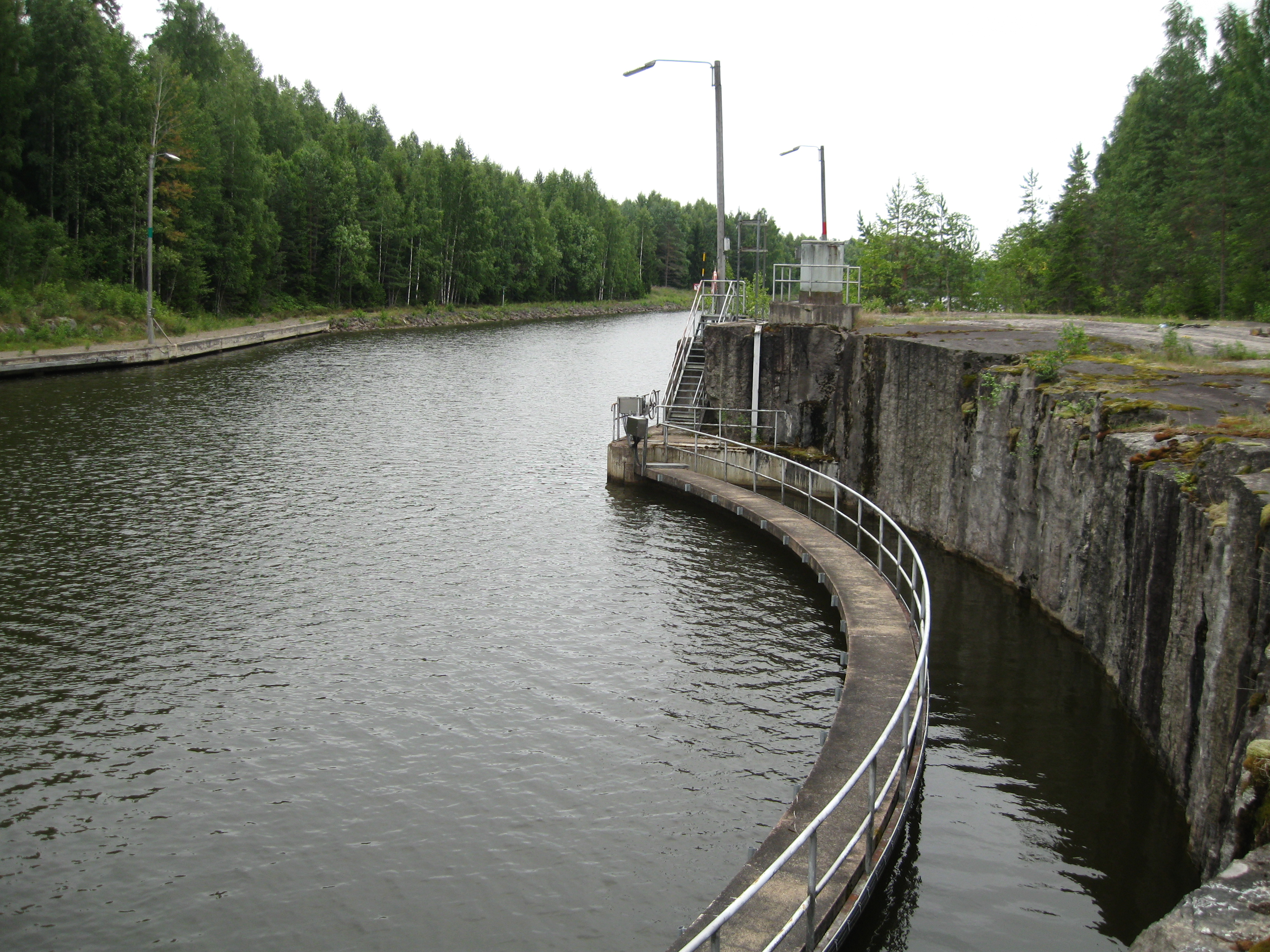
Аварийный затвор между озером Нуйямаярви и шлюзом «Пялли»

На территории России расположены 5 шлюзов:
- № 1 «Брусничное» (перепад уровня — 10,0 м);
- № 2 «Искровка» (11,4 м);
- № 3 «Цветочное» (5,5 м);
- № 4 «Илистое» (10,2 м);
- № 5 «Пялли» (11,7 м).

На территории Финляндии — 3 шлюза:
- № 6 «Соскуа» (8,3 м);
- № 7 «Мустола» (7,3 м);
- № 8 «Мялкия» (12,4 м).

Габариты шлюзов:
- длина — 85 м;
- ширина — 13,2 м.

С 2002 года все механизмы канала имеют дистанционное управление из Единого центра судоходства Сайменской системы, размещённого на шлюзе № 8 «Мялкия». Диспетчерский персонал работает также на шлюзе № 1 «Брусничное», с которого возможно управление тремя нижними шлюзами и тремя разводными мостами. Шлюзование занимает не более 10 минут на каждом шлюзе.

### Мосты
- 12 автомобильных мостов (по 6 на территории России и Финляндии), из которых 7 разводные (4 и 3 на территории России и Финляндии соответственно);
- 2 железнодорожных моста (по одному на территории России и Финляндии), оба неразводные.

### Аварийные затворы
На Сайменском канале установлены три аварийных затвора, представляющих собой одностворчатые ворота со створкой дугообразной формы. В открытом состоянии створка располагается в углублении на берегу канала. В случае прорыва шлюза или дамбы створка соответствующего затвора поворачивается вокруг вертикальной оси и перекрывает канал. Аварийные затворы располагаются на следующих участках:
- между озером Сайма и шлюзом «Мялкия»;
- между озером Нуйямаярви и шлюзом «Соскуа»;
- между озером Нуйямаярви и шлюзом «Пялли».

## Достопримечательности
В окрестностях Сайменского канала сохранилось много исторических объектов. Прежде всего это старые шлюзы, построенные в XIX веке. Многие из них в ходе реконструкции 1963—1968 годов остались в стороне от нового русла, а теперь поддерживаются специально для туристов. Так, у старых шлюзов № 5 «Малая Мустола» и № 23-24 «Парвила» помимо гранитных стенок частично сохранились шлюзовые ворота и механизмы. В Лаппеэнранте можно найти канал Понтуса — следы одной из первых попыток строительства канала, а также памятный знак. Кроме того, вдоль канала установлены многочисленные памятники:
- памятный знак в честь генерал-губернатора Финляндии князя Меншикова — у старого шлюза № 2-4 «Мялкия»;
- памятник в парке Урхо Кекконена — между современным и старым шлюзами «Мялкия»;
- памятник «Ворота царей» — у шлюза «Мялкия», в месте разветвления старого и нового русел Сайменского канала;
- надпись на скале в честь императоров Николая I и Александра II — рядом со старым шлюзом № 9 «Туохимяки»;
- памятный знак в честь генерал-губернатора Финляндии графа фон Берга — у старого шлюза № 13-15 «Большой Пялли»;
- памятный знак в честь финляндского сенатора барона фон Гартмана — у старого шлюза № 16-18 «Лиетъярви»;
- памятный знак в честь стрелковых батальонов Миккели и Выборга[К 9] — у моста через старое русло канала между озёрами Большое Цветочное и Малое Цветочное;
- памятный знак в честь губернатора Выборгской губернии барона фон Котена — у старого шлюза № 21-22 «Сяркиярви»;
- памятный знак в честь инженера барона фон Розенкампфа — у старого шлюза № 23-24 «Парвила»;
- памятник в честь окончания реконструкции 1963—1968 годов — между современным шлюзом «Брусничное» и старым шлюзом № 25-27 «Юстила»;
- памятник перемирию между СССР и Финляндией, а также филиал военного музея Карельского перешейка — в посёлке Раппатилы[83].
- Вдоль трассы канала на территории Финляндии проложен веломаршрут[84].

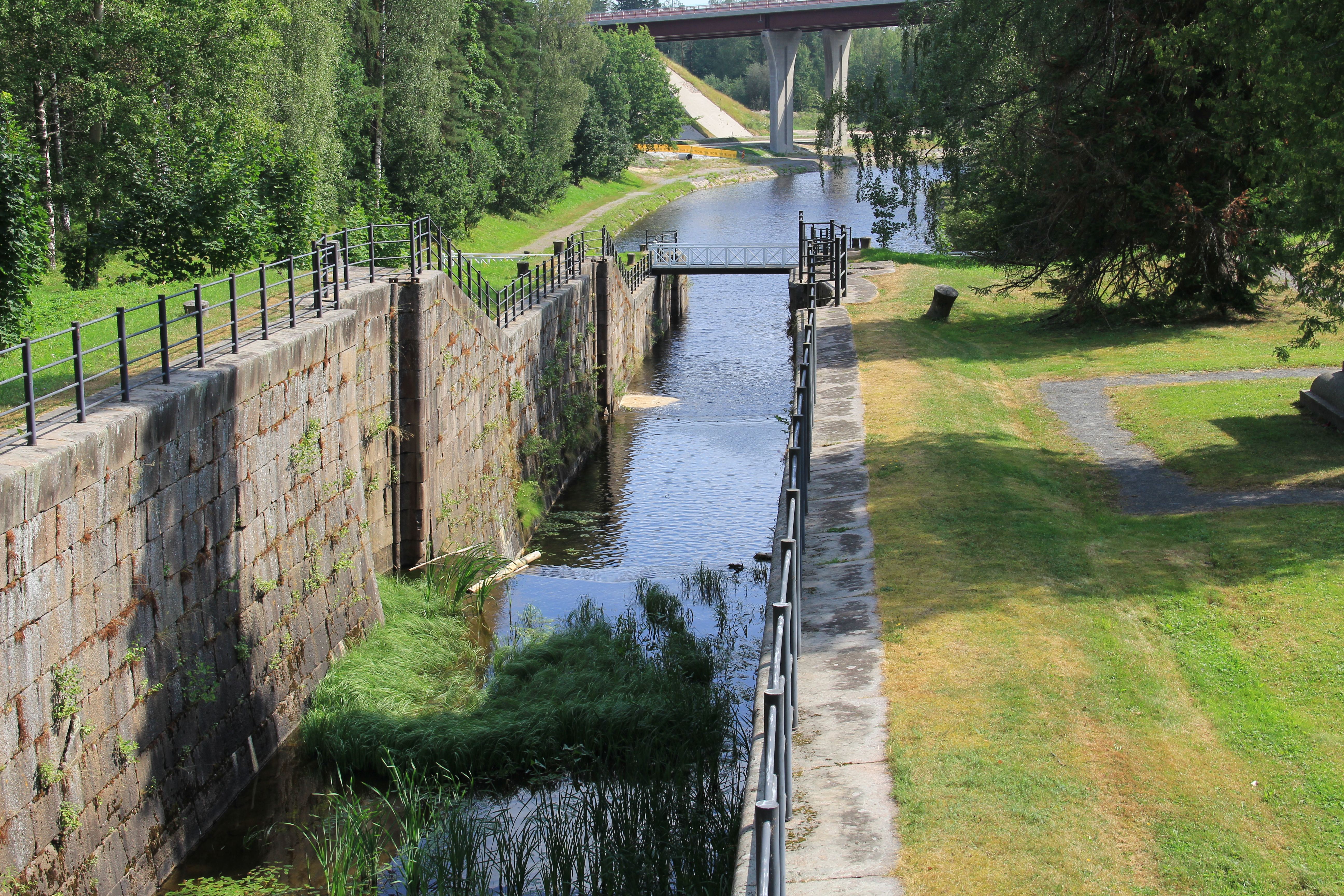
Старый шлюз «Мялкия» в 2014 году
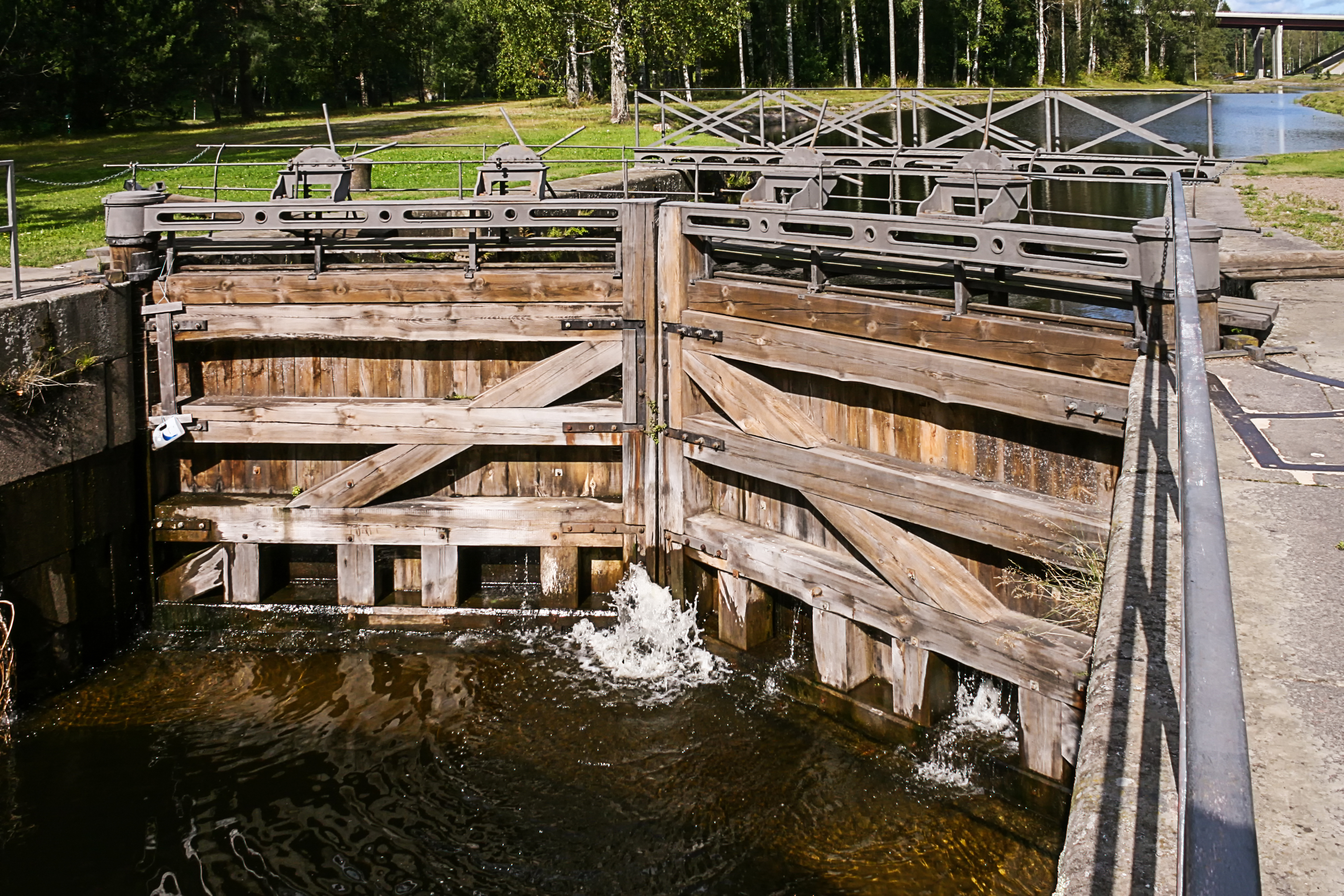
Верхние ворота шлюза «Малая Мустола» на старом Сайменском канале
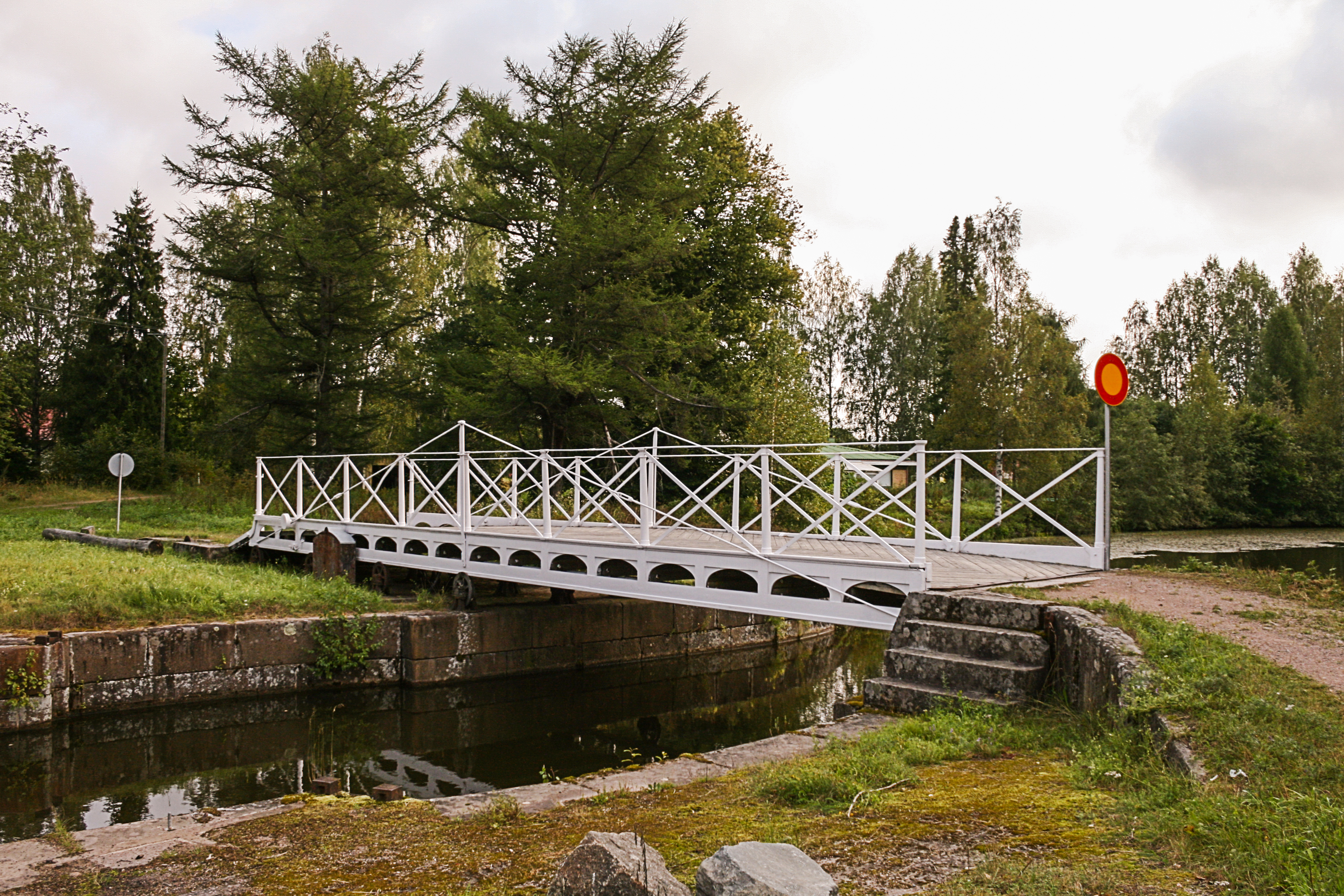
Разводной (откатной) мост через русло старого Сайменского канала около Kansola
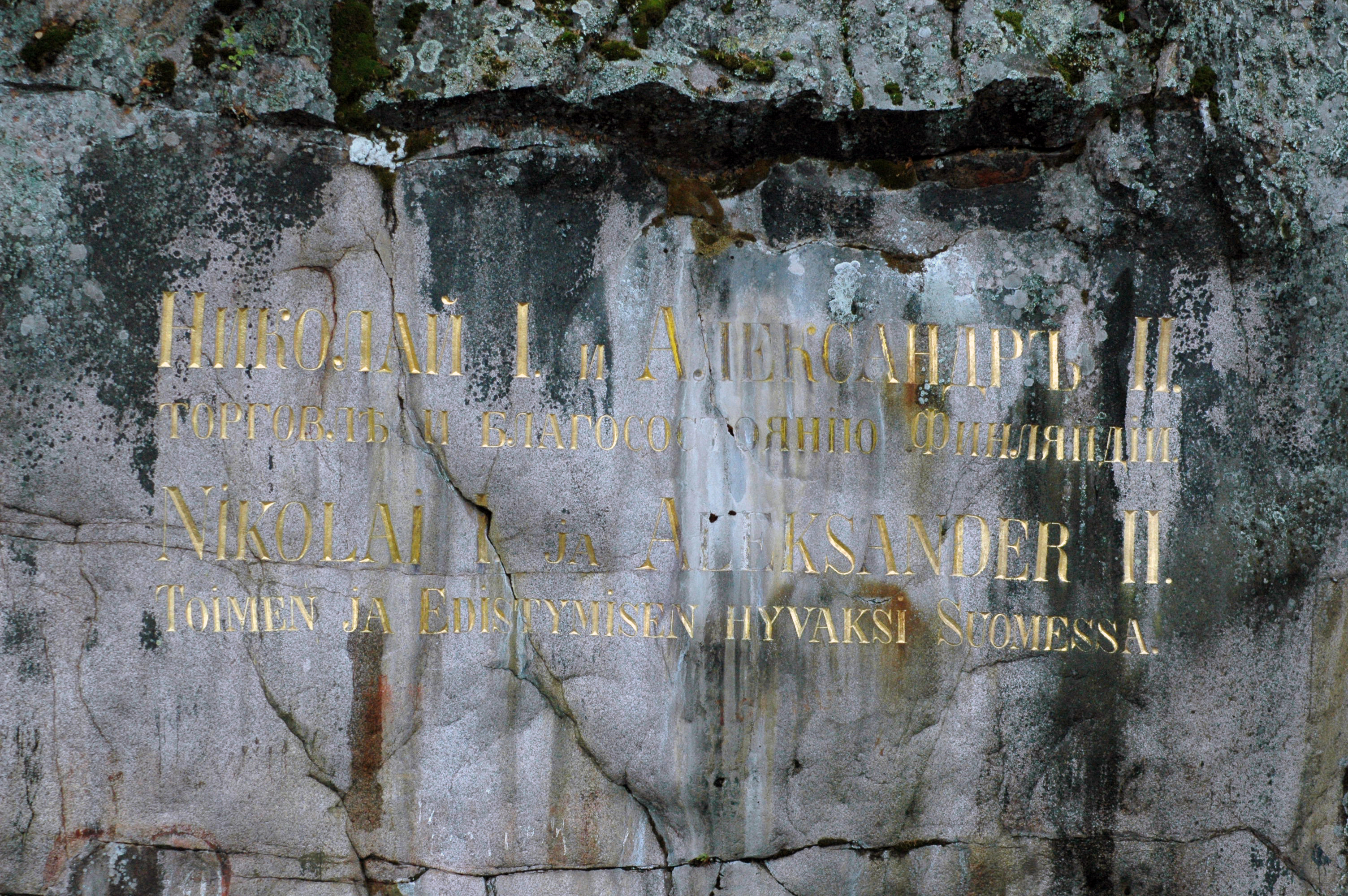
Надпись на скале в честь Николая I и Александра II
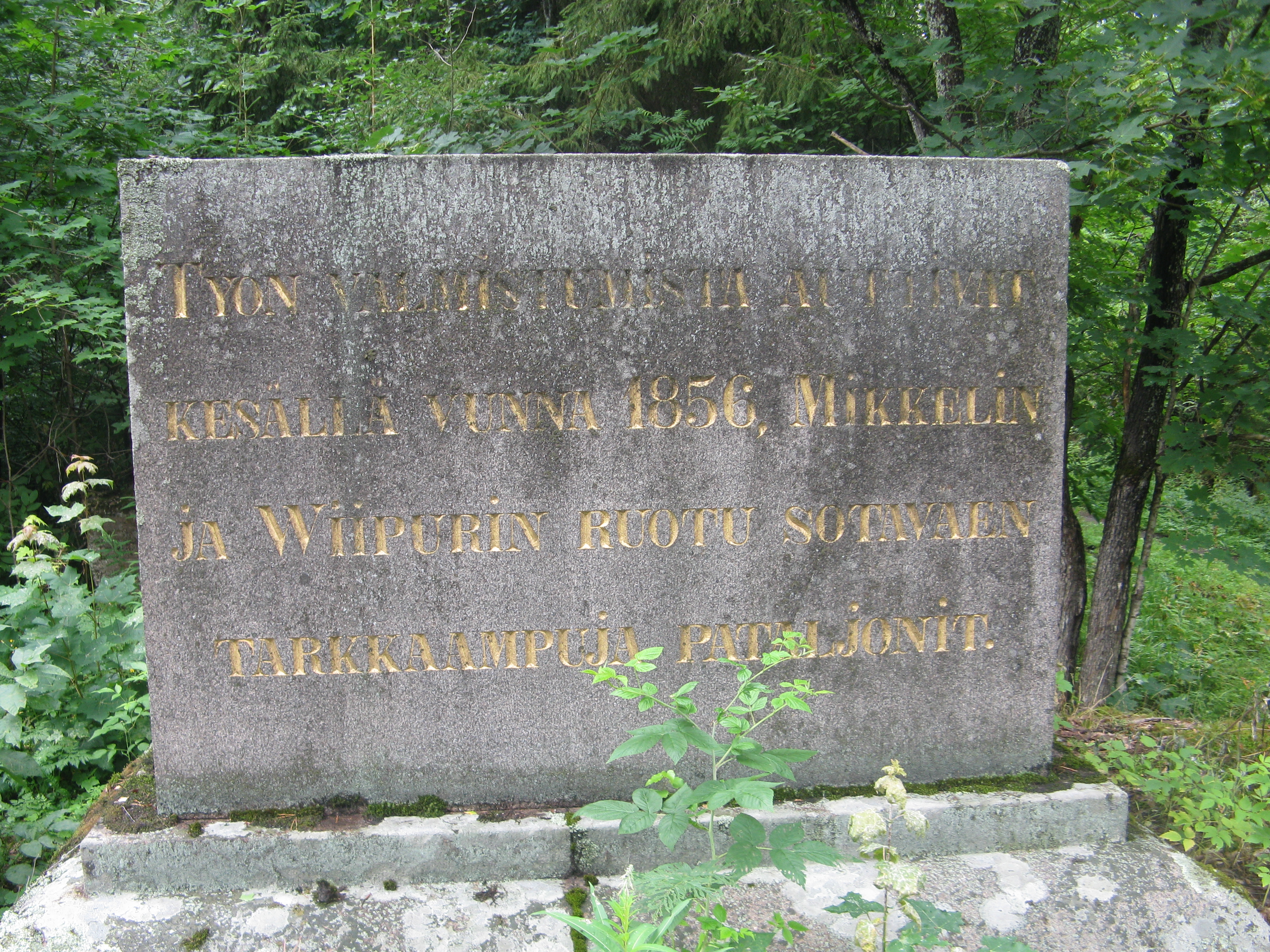
Надпись на скале в честь стрелковых батальонов Миккели и Выборга

## Комментарии
1. ↑  Река Вуокса, через которую Сайма имеет сток в Ладожское озеро, не является водным путём из-за большого количества порогов и высокой скорости течения.
2. ↑  См. карту 1905 года.
3. ↑  См. Старый Сайменский канал, карту 1888 года[19].
4. ↑  Здесь дистанция — структурное подразделение, аналогично дистанции пути на железных дорогах.
5. ↑  По сведениям из Энциклопедического словаря Брокгауза и Ефрона, канал строился до 1858 года[23].
6. ↑  При росте грузооборота в абсолютном выражении, доля канала сократилась по сравнению с 1880 годом за счёт роста оборота по другим каналам.
7. ↑  Сейчас — район города Лаппеэнранта.
8. ↑  Именно благодаря этому многие сооружения старого канала дошли до наших дней.
9. ↑  Эти подразделения принимали участие в строительстве канала летом 1856 года.